# Klubowe Mistrzostwa Świata w piłce siatkowej mężczyzn 2016
Klubowe Mistrzostwa Świata w piłce siatkowej mężczyzn 2016 (oficjalna nazwa 2016 FIVB Men’s Volleyball Club World Championship) – 12. turniej o tytuł klubowego mistrza świata, który odbył się w dniach 18 października – 23 października 2016 roku w Brazylii w Betim.

## System rozgrywek
Turniej składał się z dwóch rund, w trakcie których rozegrano 16 meczów.
W fazie grupowej stworzono dwie grupy (A i B). W każdej znalazły się po 3 zespoły. Rywalizacja w każdej grupie odbywała się systemem kołowym. Do fazy pucharowej awansowały po dwie najlepsze drużyny z każdej z grup. Zespoły z miejsc 3-4 zostały sklasyfikowane w tabeli końcowej turnieju na 5. miejscu.
W fazie finałowej odbyły się półfinały, mecz o 3. miejsce i finał. Pary półfinałowe zostały stworzone według wzoru:
A1 – B2
A2 – B1.
Przegrani półfinałów zagrali o 3. miejsce, natomiast wygrani zmierzyli się w finale. Zwycięzca meczu finałowego został klubowym mistrzem świata.

## Drużyny uczestniczące
| Drużyna           | Sposób awansu                                         |
| ----------------- | ----------------------------------------------------- |
| Minas Tênis Clube | Gospodarz                                             |
| Zenit Kazań       | Zwycięstwo w Lidze Mistrzów                           |
| Taichung Bank     | Zwycięstwo w Klubowych Mistrzostw Azji                |
| Sada Cruzeiro     | Zwycięstwo w Klubowych Mistrzostw Ameryki Południowej |
| Tala'ea El-Gaish  | reprezentant Klubowe Mistrzostwa Afryki               |
| Trentino Diatec   | dzika karta                                           |
| UPCN Vóley Club   | dzika karta                                           |
| Personal Bolivar  | dzika karta                                           |

## Rozgrywki

### Faza grupowa

#### Grupa A
Tabela
| Lp. | Drużyna          | Mecze | Mecze   | Mecze   | Pkt | Sety | Sety | Sety  | Małe punkty | Małe punkty | Małe punkty |
| Lp. | Drużyna          | M     | W (3:2) | P (2:3) | Pkt | wyg. | prz. | ratio | zdob.       | str.        | ratio       |
| --- | ---------------- | ----- | ------- | ------- | --- | ---- | ---- | ----- | ----------- | ----------- | ----------- |
| 1   | Sada Cruzeiro    | 3     | 3 (0)   | 0 (0)   | 9   | 9    | 1    | 9.000 | 246         | 181         | 1.359       |
| 2   | Zenit Kazań      | 3     | 2 (0)   | 1 (0)   | 6   | 7    | 3    | 2.333 | 239         | 199         | 1.201       |
| 3   | Taichung Bank    | 3     | 1 (0)   | 2 (0)   | 3   | 3    | 7    | 0.429 | 192         | 232         | 0.828       |
| 4   | Tala’ea El-Gaish | 3     | 0 (0)   | 3 (0)   | 0   | 1    | 9    | 0.111 | 183         | 248         | 0.738       |

Źródło: FIVB
Punktacja: 3:0 i 3:1 – 3 pkt; 3:2 – 2 pkt; 2:3 – 1 pkt; 1:3 i 0:3 – 0 pkt
Zasady ustalania kolejności: 1. liczba zwycięstw, 2. liczba punktów, 3. stosunek setów, 4. stosunek małych punktów, 5. bilans w bezpośrednich meczach
Legenda:   awans do półfinału
Wyniki
| Data       | Godz. | Drużyna 1           | Wynik | Drużyna 2        | 1     | 2     | 3     | 4     | 5 | Widzów | * |
| ---------- | ----- | ------------------- | ----- | ---------------- | ----- | ----- | ----- | ----- | - | ------ | - |
| 2016-10-18 | 14:30 | Zenit Kazań         | 3:0   | Tala’ea El-Gaish | 25:14 | 25:19 | 25:15 |       |   | 386    |   |
| 2016-10-18 | 19:30 | Sada Cruzeiro Vôlei | 3:0   | Taichung Bank    | 25:10 | 25:16 | 25:13 |       |   | 4200   |   |
| 2016-10-19 | 19:00 | Sada Cruzeiro Vôlei | 3:0   | Tala’ea El-Gaish | 25:18 | 25:20 | 25:15 |       |   | 3800   |   |
| 2016-10-20 | 15:00 | Tala’ea El-Gaish    | 1:3   | Taichung Bank    | 25:23 | 20:25 | 14:25 | 23:25 |   | 1000   |   |
| 2016-10-20 | 20:00 | Sada Cruzeiro Vôlei | 3:1   | Zenit Kazań      | 25:20 | 20:25 | 26:24 | 25:20 |   | 6000   |   |
| 2016-10-21 | 17:30 | Zenit Kazań         | 3:0   | Taichung Bank    | 25:22 | 25:16 | 25:17 |       |   | 300    |   |

#### Grupa B
Tabela
| Lp. | Drużyna           | Mecze | Mecze   | Mecze   | Pkt | Sety | Sety | Sety  | Małe punkty | Małe punkty | Małe punkty |
| Lp. | Drużyna           | M     | W (3:2) | P (2:3) | Pkt | wyg. | prz. | ratio | zdob.       | str.        | ratio       |
| --- | ----------------- | ----- | ------- | ------- | --- | ---- | ---- | ----- | ----------- | ----------- | ----------- |
| 1   | Trentino Diatec   | 3     | 3 (0)   | 0 (0)   | 9   | 9    | 1    | 9.000 | 249         | 210         | 1.186       |
| 2   | Personal Bolivar  | 3     | 2 (0)   | 1 (0)   | 6   | 7    | 5    | 1.400 | 284         | 292         | 0.973       |
| 3   | UPCN Vóley Club   | 3     | 1 (0)   | 2 (0)   | 3   | 4    | 6    | 0.667 | 250         | 246         | 1.016       |
| 4   | Minas Tênis Clube | 3     | 0 (0)   | 3 (0)   | 0   | 1    | 9    | 0.111 | 208         | 243         | 0.856       |

Źródło: FIVB
Punktacja: 3:0 i 3:1 – 3 pkt; 3:2 – 2 pkt; 2:3 – 1 pkt; 1:3 i 0:3 – 0 pkt
Zasady ustalania kolejności: 1. liczba zwycięstw, 2. liczba punktów, 3. stosunek setów, 4. stosunek małych punktów, 5. bilans w bezpośrednich meczach
Legenda:   awans do półfinału
Wyniki
| Data       | Godz. | Drużyna 1         | Wynik | Drużyna 2         | 1     | 2     | 3     | 4     | 5 | Widzów | * |
| ---------- | ----- | ----------------- | ----- | ----------------- | ----- | ----- | ----- | ----- | - | ------ | - |
| 2016-10-18 | 17:00 | Minas Tênis Clube | 0:3   | UPCN Vóley Club   | 22:25 | 18:25 | 18:25 |       |   | 600    |   |
| 2016-10-19 | 14:00 | Personal Bolivar  | 3:1   | UPCN Vóley Club   | 33:31 | 22:25 | 30:28 | 27:25 |   | 1000   |   |
| 2016-10-19 | 16:30 | Trentino Diatec   | 3:0   | Minas Tênis Clube | 25:23 | 25:19 | 25:23 |       |   | 500    |   |
| 2016-10-20 | 17:30 | Trentino Diatec   | 3:1   | Personal Bolivar  | 25:18 | 23:25 | 25:17 | 25:19 |   | 2200   |   |
| 2016-10-21 | 15:00 | Personal Bolivar  | 3:1   | Minas Tênis Clube | 18:25 | 25:19 | 25:19 | 25:22 |   | 600    |   |
| 2016-10-21 | 20:00 | UPCN Vóley Club   | 0:3   | Trentino Diatec   | 24:26 | 19:25 | 23:25 |       |   | 600    |   |

## Faza finałowa

### Drabinka
|  |                         |                  |             |                         |   |               |               |       |
|  | Półfinały               | Półfinały        | Półfinały   |                         |   | Finał         | Finał         | Finał |
|  | Półfinały               | Półfinały        | Półfinały   |                         |   | Finał         | Finał         | Finał |
|  | 22 października – Betim |                  |             |                         |   |               |               |       |
|  |                         |                  |             |                         |   |               |               |       |
|  | Sada Cruzeiro           | Sada Cruzeiro    | 3           |                         |   |               |               |       |
|  | Sada Cruzeiro           | Sada Cruzeiro    | 3           | 23 października – Betim |   |               |               |       |
|  | Personal Bolivar        | Personal Bolivar | 1           |                         |   |               |               |       |
|  | Personal Bolivar        | Personal Bolivar | 1           |                         |   | Sada Cruzeiro | Sada Cruzeiro | 3     |
|  | 22 października – Betim |                  |             |                         |   | Sada Cruzeiro | Sada Cruzeiro | 3     |
|  |                         |                  | Zenit Kazań | Zenit Kazań             | 0 |               |               |       |
|  | Zenit Kazań             | Zenit Kazań      | Zenit Kazań | Zenit Kazań             | 0 | 3             |               |       |
|  | Zenit Kazań             | Zenit Kazań      |             |                         |   |               |               |       |
|  | Trentino Diatec         | Trentino Diatec  | 0           |                         |   |               |               |       |
|  | Trentino Diatec         | Trentino Diatec  | 0           | Mecz o 3. miejsce       |   |               |               |       |
|  |                         |                  |             |                         |   |               |               |       |
|  | 23 października – Betim |                  |             |                         |   |               |               |       |
|  |                         |                  |             |                         |   |               |               |       |
|  | Personal Bolivar        | Personal Bolivar | 2           |                         |   |               |               |       |
|  | Personal Bolivar        | Personal Bolivar | 2           |                         |   |               |               |       |
|  | Trentino Diatec         | Trentino Diatec  | 3           |                         |   |               |               |       |
|  | Trentino Diatec         | Trentino Diatec  | 3           |                         |   |               |               |       |

|  |  | Półfinały |  |
|  |  | --------- |  |

| Data       | Godz. | Drużyna 1     | Wynik | Drużyna 2        | 1     | 2     | 3     | 4     | 5 | Widzów | * |
| ---------- | ----- | ------------- | ----- | ---------------- | ----- | ----- | ----- | ----- | - | ------ | - |
| 2016-10-22 | 15:00 | Zenit Kazań   | 3:0   | Trentino Diatec  | 25:18 | 25:23 | 25:18 |       |   | 2800   |   |
| 2016-10-22 | 18:00 | Sada Cruzeiro | 3:1   | Personal Bolivar | 21:25 | 25:15 | 25:15 | 25:19 |   | 6000   |   |

|  |  | Mecz o trzecie miejsce |  |
|  |  | ---------------------- |  |

| Data       | Godz. | Drużyna 1        | Wynik | Drużyna 2       | 1     | 2     | 3     | 4     | 5     | Widzów | * |
| ---------- | ----- | ---------------- | ----- | --------------- | ----- | ----- | ----- | ----- | ----- | ------ | - |
| 2016-10-23 | 14:00 | Personal Bolivar | 2:3   | Trentino Diatec | 22:25 | 25:23 | 23:25 | 31:29 | 15:17 | 4800   |   |

|  |  | Finał |  |
|  |  | ----- |  |

| Data       | Godz. | Drużyna 1     | Wynik | Drużyna 2   | 1     | 2     | 3     | 4 | 5 | Widzów | * |
| ---------- | ----- | ------------- | ----- | ----------- | ----- | ----- | ----- | - | - | ------ | - |
| 2016-10-23 | 16:15 | Sada Cruzeiro | 3:0   | Zenit Kazań | 25:21 | 25:23 | 25:15 |   |   | 6500   |   |

#### Nagrody indywidualne
| Najlepszy zawodnik (MVP) | Najlepszy atakujący | Najlepsi środkowi         | Najlepsi przyjmujący | Najlepszy libero | Najlepszy rozgrywający |
| ------------------------ | ------------------- | ------------------------- | -------------------- | ---------------- | ---------------------- |
| William Arjona           | Evandro Guerra      | Pablo Crer Artiom Wolwicz | Leal Leon            | Sérgio Nogueira  | Simone Giannelli       |

## Klasyfikacja końcowa
| Miejsce | Drużyna             |
| ------- | ------------------- |
| złoto   | Sada Cruzeiro Vôlei |
| srebro  | Zenit Kazań         |
| brąz    | Trentino Diatec     |
| 4       | Personal Bolivar    |
| 5       | UPCN Vóley Club     |
| 5       | Taichung Bank       |
| 7       | Minas Tênis Clube   |
| 7       | Tala'ea El-Gaish    |